# نهر

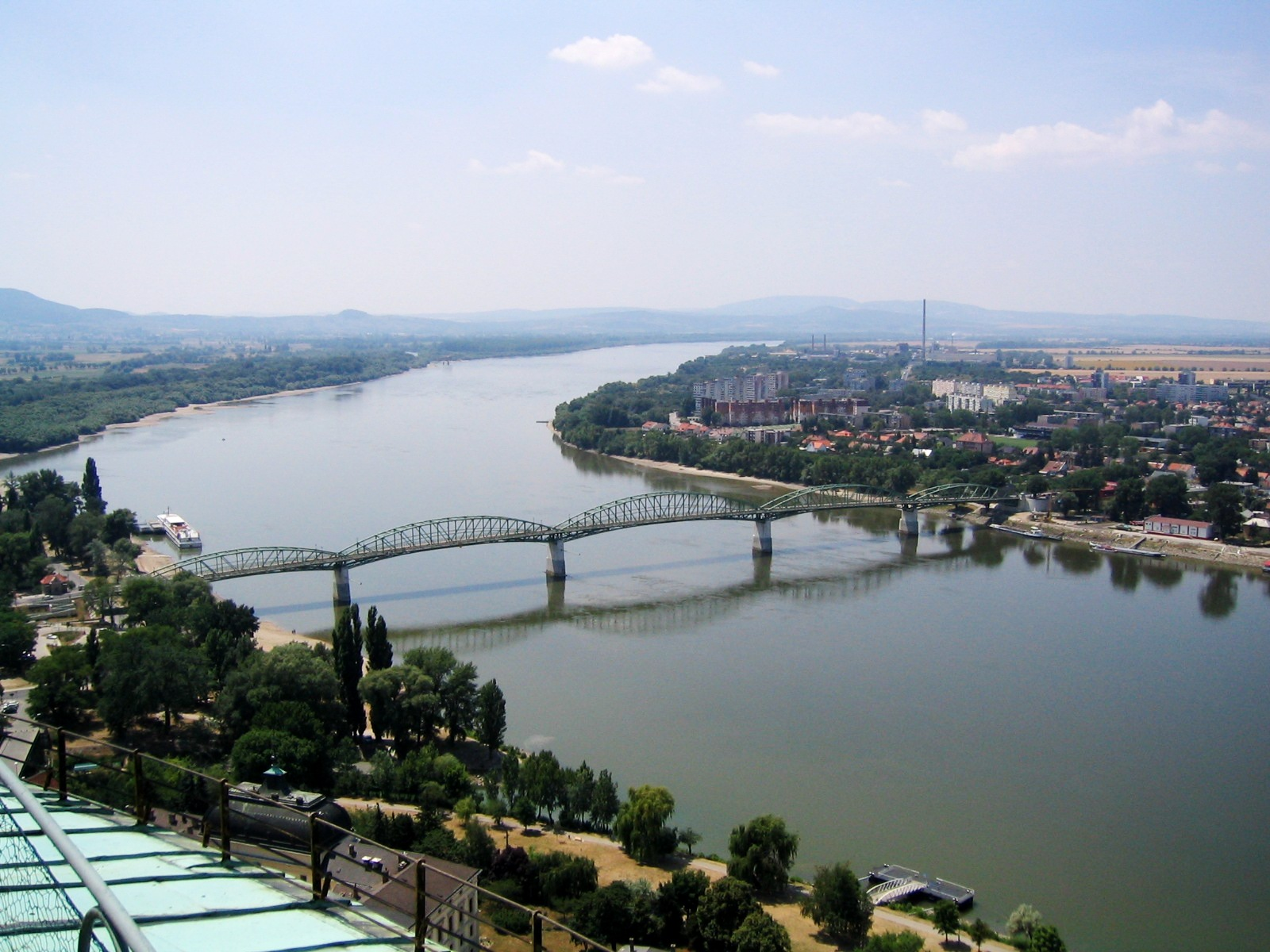
جسر ماريا فاليريا على نهر الدانوب يربط المجر بسلوفاكيا

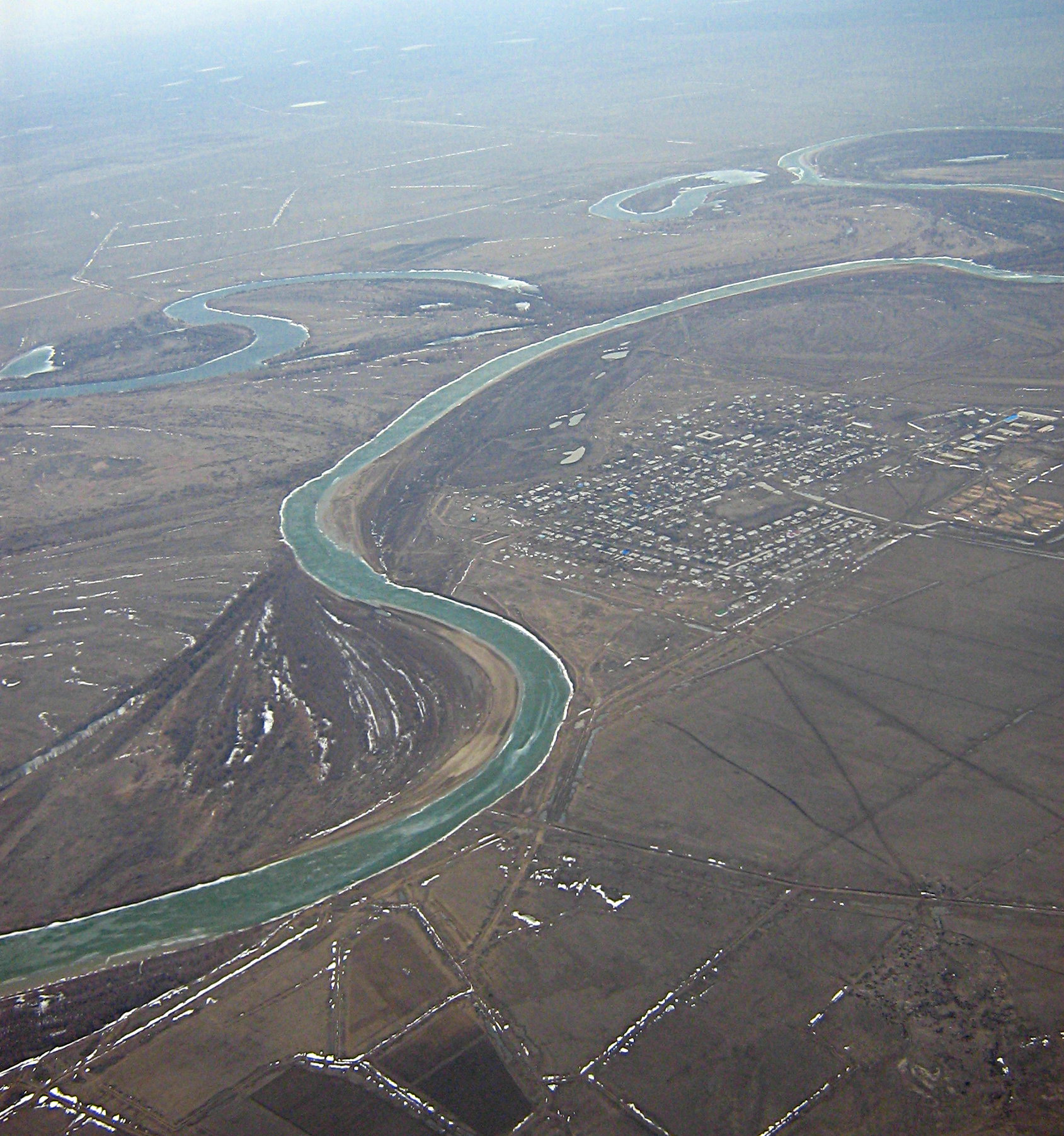
نهر الأورال كما يرى من الجو في كازاخستان.

النَّهْر أو النَّهَر (الجمع: أَنْهَار وأَنْهُر ونُهُور ونُهُر) هو مجرى ماء طبيعي واسع ذو ضفتين يجري فيه الماء العذب الناتج عن هطول الأمطار أو المياه النابعة من عيون الأرض أو من مسطحات مائية كالبحيرات.
وتمتد الأنهار ما بين المنبع والمصب. والمصب قد يكون محيطا أو بحرا أو بحيرة.

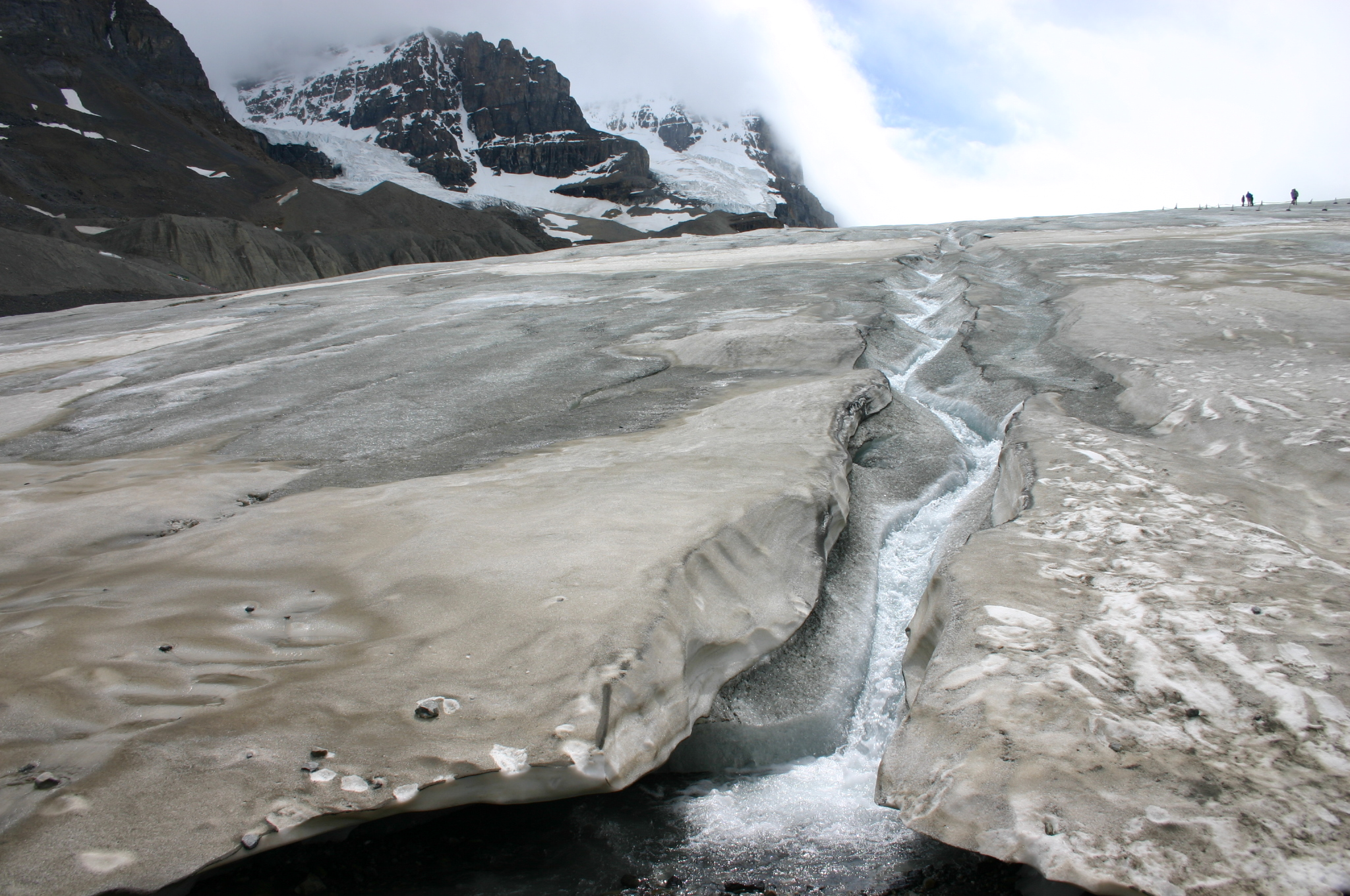
ذوبان الأنهار الجليدية تو أثاباسكا، جاسبر الحديقة القومية، البرتا، كندا

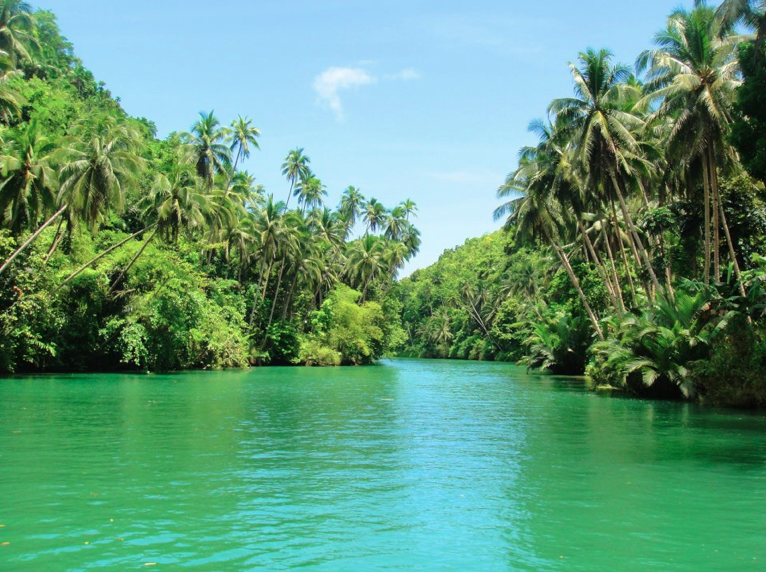
نهر Loboc في بوهول، الفلبين.

## تطور النهر
للأنهار حياة وأعمار كما هو الحال في البشر فالنهر يمر بفترة شباب ونضج وينتهي بمرحلة الشيخوخة، وتختص كل فترة من فترات عمر النهر بجزء منه يمثل تلك الفترة، ففترة الشباب يمثلها المجرى الأعلى وفترة النضج يمثلها المجرى الأوسط وفترة الشيخوخة يمثلها المجرى الأدنى.
وفيما يلي عرض لتطوير مراحل الأنهار:

### 1- مرحلة الشباب
ويهتم النهر في مرحلة الشباب بالحفر الرأسي لتعميق مجراه وشق طريق على سطح الأرض عن طريق النحت في قاع المجرى ليصل إلى مستوى سطح البحر أو مستوى القاعدة المحلى إذا كان يصب في بحيرة داخلية أو في نهر آخر. ويتميز مجرى النهر هنا بأنه على شكل رقم 7 أي له جوانب شديدة الانحدار والناتجة من سرعة جريان التيار في هذه المرحلة مما يسبب ضيق المجرى.

### 2- مرحلة النضج
ويمثل الوادي المجرى الأوسط في هذه المرحلة التي تتميز باتساع الوادي الناتج من زيادة النحت الجانبي بالإضافة إلى تناقص سرعة التيار لقلّة الانحدار. وإذا كان مجرى النهر في مرحلة الشباب يمثل رقم 7 فإن المجرى يزداد انفراجا كما أن النحت الجانبي قد كَوّن واديا عريضا تغطيه الرواسب تمهيدا لتكوين ما يعرف بالسهل الفيضي الذي يتكون في المراحل الأخيرة من حياة النهر. ومن أهم الظاهرات المصاحبة لمرحلة النضج ما يعرف بالمنعطفات فعندما يصل النهر أقصى مداه نحت قاع مجرى النهر بحيث لا يقوى بعد ذلك على النحت فيتحول نشاطه إلى النحت الجانبي. فحيثما ينحرف مجرى النهر استقامته لأي سبب من الأسباب، سرعان ما يرتطم تيار النهر بالجانب المقعر من المنحنى ويقتحمه بقوة، بحيث يتآكل ساحل النهر حول جانبه المحدب من المنحنى حيث يترسب الفتات الصخري والرواسب العالقة من جراء عملية النحت وهكذا باستمرار هذه العملية مع الزمن، يترحزح بالتدريج مجرى النهر عن موضعه الأصلي، ويزداد مقدار انحناء النهر. وبتكرار هذه العملية في أماكن مختلفة من النهر، يرى النهر وقد التوى مساره في نسق من الثنيات والالتوءات تسمى المنعطفات أو التعرجات النهرية المعروفة بـ «المياندرز». وفي كثير من الحالات تبلغ شدة المنعطفات مبلغا كبيرا، وتتعقد الانثناءات، بحيث أن المسافة بين أي نقطتين من مجرى النهر قد تكون قصير جداً إذا قيست بخط مستقيم، بينما تطول كثيرا هذه المسافة إذا ما قيست بخط منحن يتبع مجرى النهر في انحنائه وعلى ذلك فإن الانعطاف المتعدد الواضح في مجرى النهر يعتبر شاهدا على تقدم عمر النهر.

### 3- مرحلة الشيخوخة
وفي أثناء انحدار الماء في مجرى النهر يحل وينقل كثيرا من المواد منها الذائب ومنها العالق. ويختلف حجم هذه المواد العالقة من الذرات الدقيقة جداً كما في الصلصال والطفل والطين إلى الحبيبات الكبيرة من الرمال والحصى.
وأخير يضعف النهر وببطء انحدار مجراه وتقل مقدرته على حمل الرواسب فيبدأ في التخلص منها في قاعه أو على جوانبه أو عند مصبه في البحر.

## قوائم الأنهار

### أنهار شهيرة
- نهر النيل: أطول أنهار العالم.
- نهر المسيسيبي: أطول نهر في أمريكا الشمالية.
- نهر الأمازون: أعرض نهر في العالم وأغزر أنهار العالم تدفقا.
- نهر الدانوب: أطول نهر في أوروبا طوله 2860 كم.
- نهر دجلة ونهر الفرات: نهرا بلاد الرافدين العراق
- نهر اليانجستي: أطول نهر في آسيا

- النهر الأصفر: منشأ حضارة الصين
- نهر السند: في شمال الهند وباكستان
- نهر سبو: أكبر نهر في المغرب

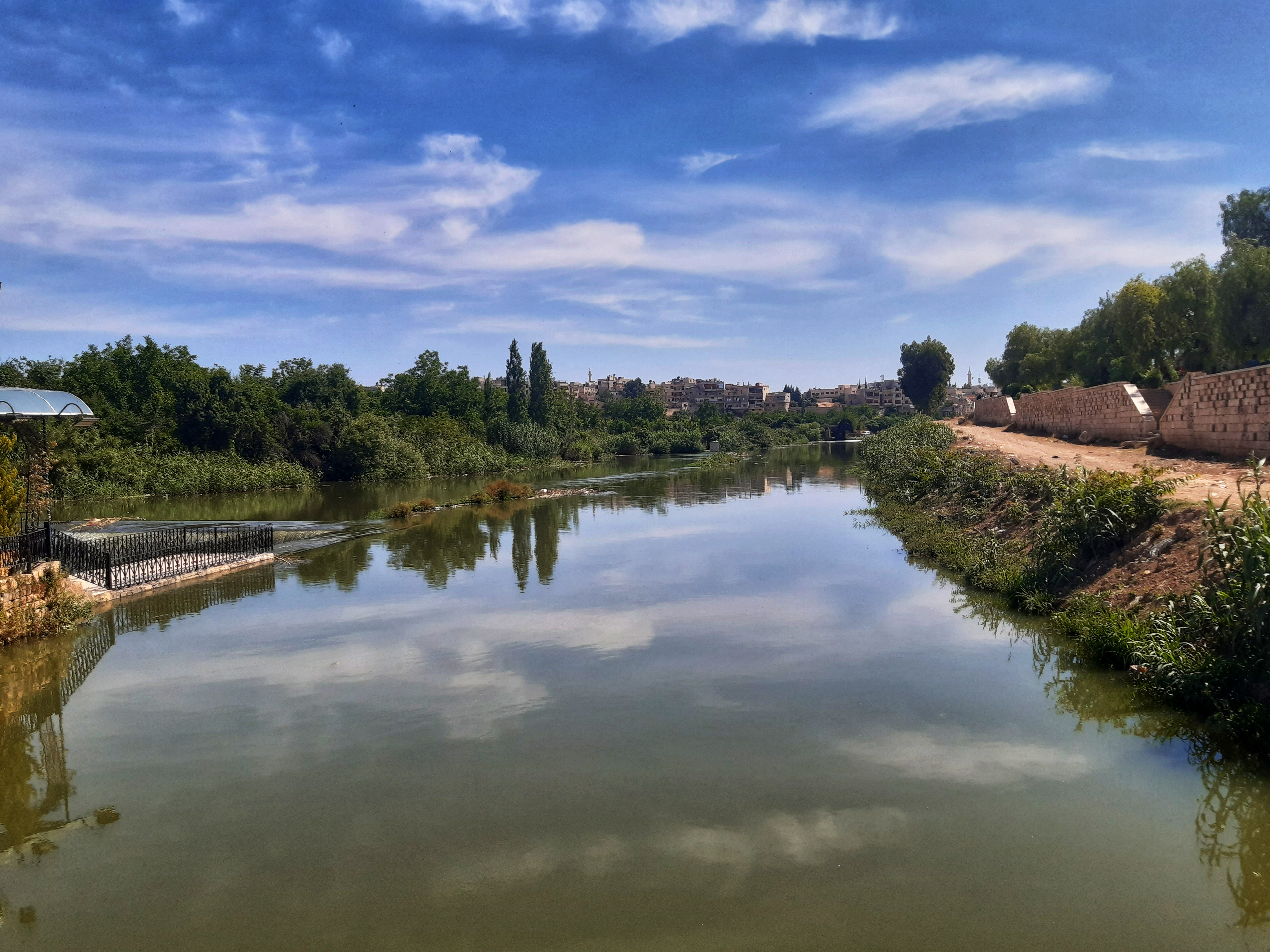
نهر العاصي مخترقاً مدينة حماة في سوريا.

- نهر أم الربيع: ثاني أكبر نهر في المغرب
- نهر درعة: أطول نهر في المغرب

## العمليات النهرية
تقوم الأنهار بثلاث عمليات رئيسية متداخلة مع بعضها بعضاً، وهي:
- -النحت
- - النقل
- - الترسيب

تكون الأنهار من أكبر المدخرات للدولة بحيث أنها تساعدهم على توفير كمية المياه حين ما يكون الجفاف